# Triq Bisazza w Sliemie

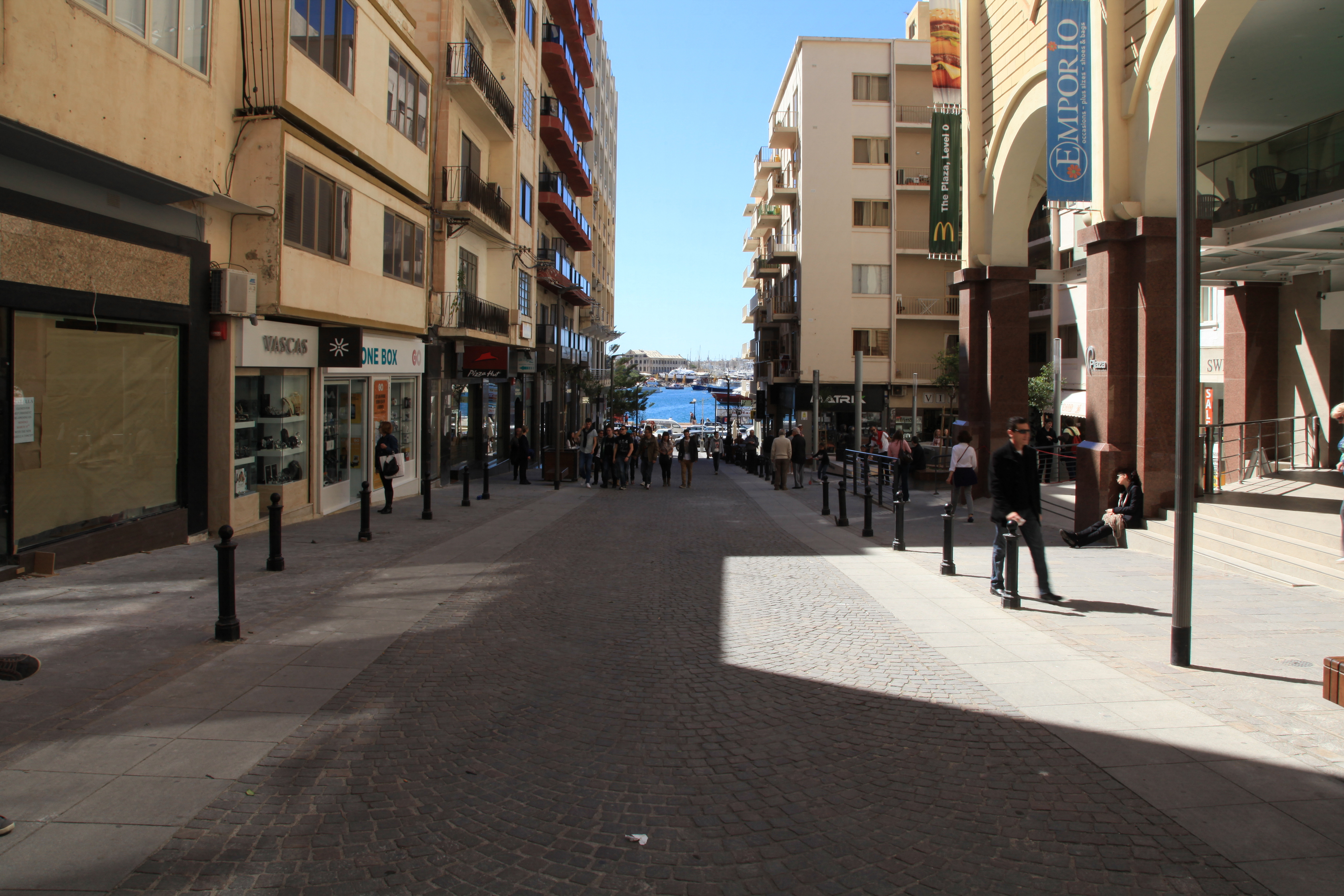
Triq Bisazza

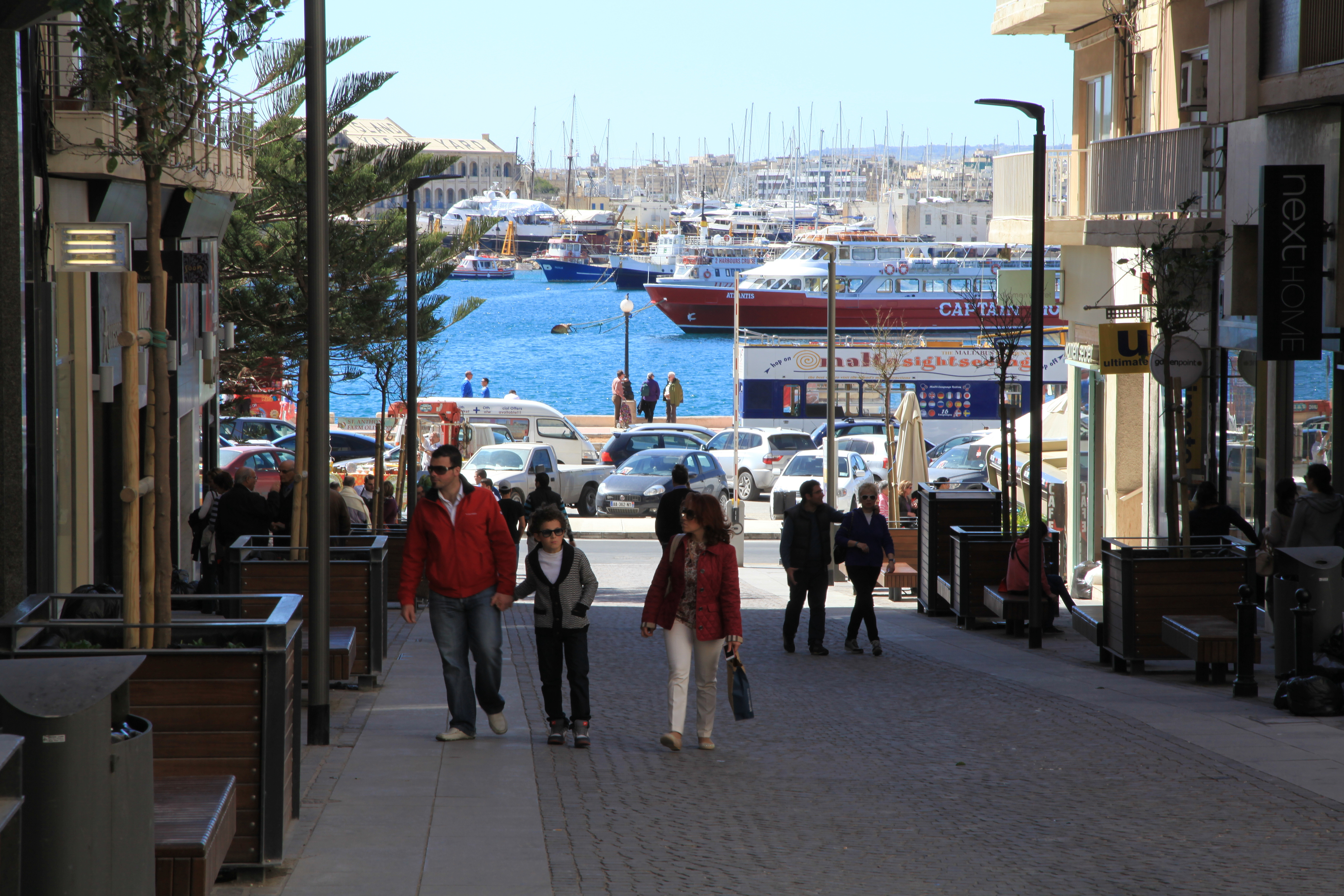
Triq Bisazza - widok na port

Triq Bisazza (ang. Bisazza Street) w Sliemie na Malcie jest jedną z głównych ulic w mieście, na których znajduje się wiele budynków z XIX wieku oraz nowoczesnych z przełomu XX i XXI stulecia, wykorzystywanych do celów mieszkaniowych, turystycznych i handlowych, znana przede wszystkim z organizacji licznych wydarzeń kulturalnych.

## Historia
Historia Triq Bisazza jest ściśle związana z rozwojem Sliemy. Obszar ten był niegdyś spokojną wioską rybacką z kilkoma wiejskimi domami, w połowie XIX wieku zaczęto go przekształcać w miejscowość turystyczną i mieszkalną, w której osiedlały się głównie bogate rodziny maltańskie i brytyjscy emigranci. 
W okresie kolonialnym pod rządami Wielkiej Brytanii, Malta służyła jako ważna baza morska, a położenie Sliemy wzdłuż wybrzeża czyniło ją atrakcyjnym miejscem do rozwoju. Wpływy brytyjskie przyniosły znaczące zmiany w krajobrazie miasta, w tym na Triq Bisazza zbudowano budynki w stylu wiktoriańskim, imponujące kamienice z rzeźbionym balkonami i eleganckie wille. 
Nazwa ulicy wywodzi się od rodziny Bisazza, która była związana z rozwojem Sliemy w XIX wieku, a ich domy wciąż są częścią dziedzictwa architektonicznego Sliemy. Na przełomie XIX i XX wieku ta część Malty stała się popularnym miejscem letniskowym dla bogatych rodzin, a przybywający tu mieszkańcy zaczęli rozbudowywać i nadawać kształt dzisiejszemu obliczu Triq Bisazza.
Podczas II wojny światowej Sliema stała się celem ciężkich bombardowań ze względu na strategiczne położenie Malty na Morzu Śródziemnym. Miasto i Triq Bisazza doznały znacznych zniszczeń, jednak powojenna odbudowa przywróciła ulicy wcześniejsze znaczenie turystyczne i mieszkalne. W drugiej połowie XX wieku i w XXI wieku Sliema  Triq Bisazza pojawiły się nowoczesne budynki, w tym apartamentowce dla bogaczy, które zmieniły panoramę i charakter okolicy.

## Atrakcje
Wzdłuż ulicy znajduje się wiele restauracji, kawiarni i barów, które serwują autentyczne maltańskie dania oraz potrawy z całego świata. W okolicy znajduje się również wiele butików, sklepów z pamiątkami, antykwariatów. 
Na Triq Bisazza można również zwiedzić galerie sztuki, prezentują prace lokalnych i międzynarodowych artystów. Część budynków jest wykorzystywana do organizacji festiwali, targów, koncertów, pokazów tańca i innych wydarzeń kulturalnych. Najpopularniejszym corocznym wydarzeniem kulturalnym jest Tydzień Mody i Kultury w Sliemie, łączącym święto mody, sztuki, tańca i muzyki.